# Stenopterosia angustipennis
Stenopterosia angustipennis là một loài bướm đêm thuộc phân họ Arctiinae, họ Erebidae.